# یواس‌اس کالمیا (۱۸۶۳)
یواس‌اس کالمیا (۱۸۶۳) (به انگلیسی: USS Kalmia (1863)) یک کشتی بود که طول آن ۸۵ فوت (۲۶ متر) بود. این کشتی در سال ۱۸۶۳ ساخته شد.